# جاك ريتشاردز
جاك ريتشاردز (10 أغسطس 1958 في المملكة المتحدة - ) (بالإنجليزية: Jack Richards)‏ هو مدرب رياضي ومستأجر ‏ ولاعب كريكت بريطاني. لعب مع نادي مقاطعة سري للكريكت ‏ وFree State (cricket team) ‏.

## وصلات خارجية
- جاك ريتشاردز على موقع إي آس بي آن كريك إنفو (الإنجليزية)